# 강베이구

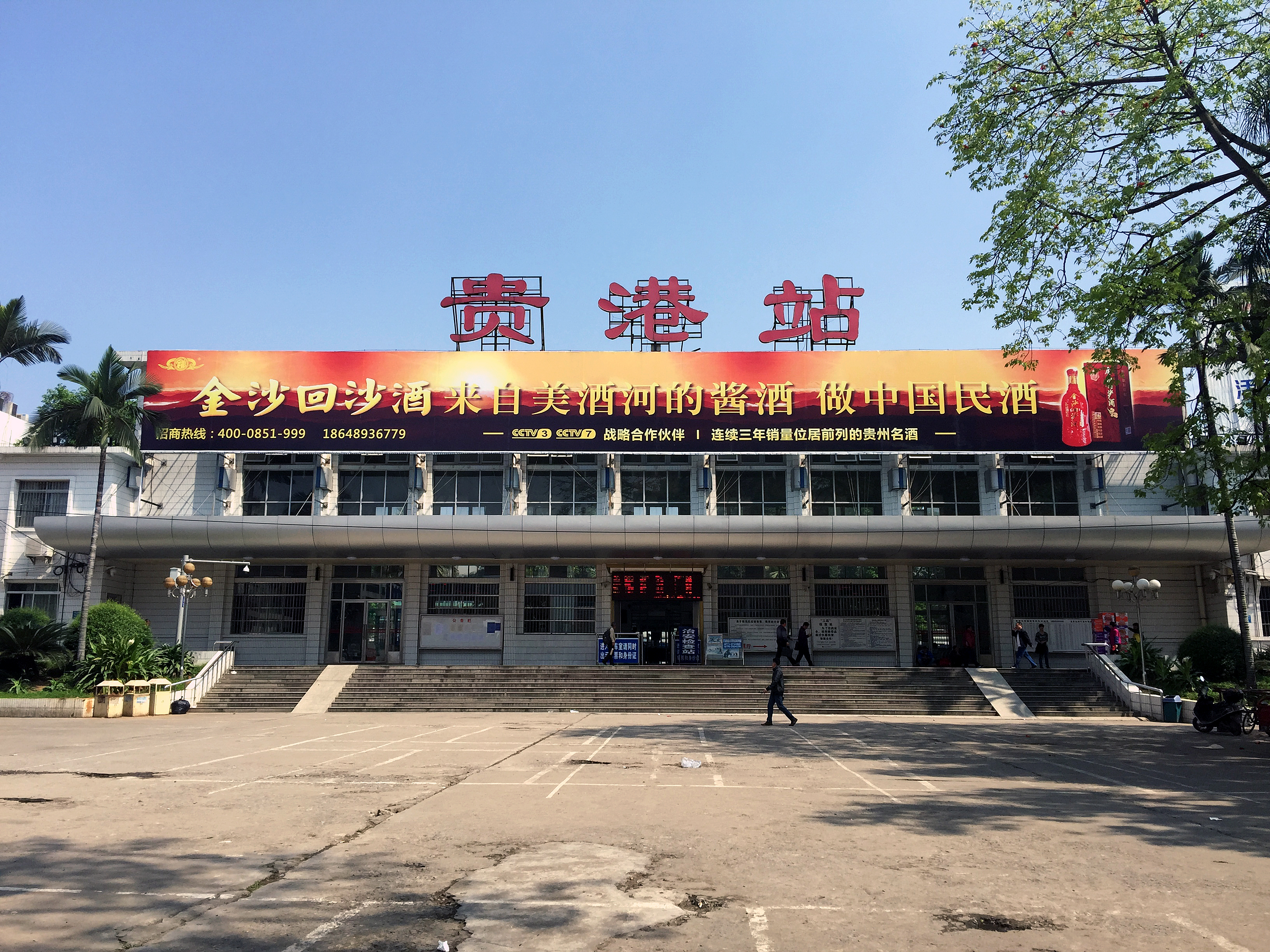

강베이구(한국어: 항북구, 중국어: 港北区, 병음: Gǎngběi Qū)는 중국 광시 좡족 자치구 구이강 시의 현급 행정구역이다. 넓이는 806km2이고, 인구는 2007년 기준으로 630,000명이다.

## 행정 구역
1개 가도, 3개 진, 4개 향을 관할한다.
- 가도: 贵城街道.
- 진: 港城镇, 大圩镇, 庆丰镇.
- 향: 奇石乡, 中里乡, 根竹乡, 武乐乡.